# 12323 Haeckel
12323 Haeckel è un asteroide della fascia principale. Scoperto nel 1992, presenta un'orbita caratterizzata da un semiasse maggiore pari a 2,2000073 UA e da un'eccentricità di 0,1535025, inclinata di 4,18765° rispetto all'eclittica.
L'asteroide era stato inizialmente battezzato 12323 Häckel per poi essere corretto nella denominazione attuale.
L'asteroide è dedicato allo zoologo tedesco Ernst Haeckel.